# Vörösiszap

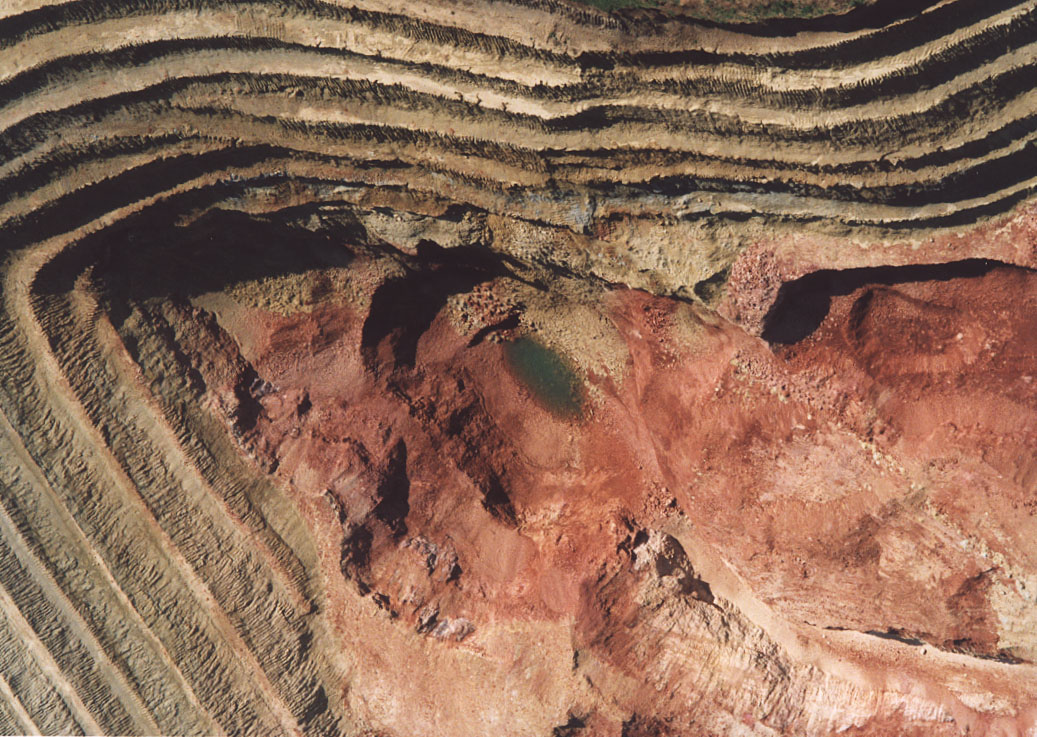
A vastól a bauxit is vörös. A vasásványok közül a hematit és a goethit nem vesz részt a kémiai folyamatokban és mint oldhatatlan maradék a vörösiszapba kerül. (Gánt, Magyarország)

A vörösiszap a timföldgyártás során keletkezett melléktermék. Lehet veszélyes vagy nem veszélyes kategóriába sorolt hulladék, aszerint hogy mekkora a lúgossága. A két fő veszélyforrás: a lúgosság és a finom szemcseméret. Lúgosság miatti káros hatások jelentkezhetnek, a felhasználástól függően.
Bár a magyar szabályozás 2002. január 1. előtt kizárólag veszélyes hulladékként kezelte a vörösiszapot, később minősíthető volt nem veszélyes hulladéknak is, az alkalmazott technológia függvényében. Itt a mulasztás a törvénykezés oldaláról is megállapítható.
A legtöbb vörösiszap tartalmaz valamennyi fém szennyezőt, de ez elmarad a veszélyességi jellemzőktől. Sőt a legtöbb fém a vörösiszapban megadott koncentrációja elmarad a hazai talajokban mérhető átlagértékektől. Szemcsemérete miatt veszélyes, kiporzást okozhat, emiatt nedvesen vagy takaróréteg alatt kell tárolni. Ha a por lúgos, annak szem- és bőrirritáló, valamint maró hatásával kell számolnunk. Belégzéssel a légcsőbe és tüdőbe jutva is jelentkezhet a lúg irritáló és maró hatása.

## Létrejötte
A timföldet bauxitból állítják elő. A nyersanyagot porrá őrlik, majd nátrium-hidroxiddal (erős lúg) nagy nyomáson, 150–180 °C-on főzik. A gőz elengedése után a vizes szuszpenziót vízzel kétszeresére hígítják, majd ülepítőbe töltik. A vizes oldatot a kikeverő medencébe juttatják. A vízoldható nátrium-aluminátot vízzel elhidrolizálják alumínium-hidroxiddá, a keletkező nátrium-hidroxidot újra felhasználják. Egy tonna timföld előállításakor 1,5-2 tonna vörösiszap keletkezik.
Minden, a vízben nem oldódó komponens visszamarad. Mivel a vas-oxid (ferri-oxid) vörösesbarna, erősen színező anyag, ezért nevezik a visszamaradó, vízben nem oldható zagyot vörösiszapnak. Ezt ülepítő berendezésben választják le, majd eltávolítják. Mosóvízzel lehetőleg minél több nátrium-hidroxidot öblítenek ki belőle, hogy a visszanyert lúgot újra felhasználhassák.
A nátrium-hidroxiddal (marónátronnal) ki nem oldott maradék szilárd anyag erősen lúgos marad; pH-ja általában 10–11 közötti, a 12-t ritkán éri el. A pH ennél nagyobb értékei egyértelműen arra utalnak, hogy a vörösiszapot nem mosták át a szokásoknak megfelelően a nátrium-hidroxid visszanyerése és hasznosítása érdekében.  Eredeti nedvességtartalma 40–45%; ebben az állapotában még szivattyúzható; így locsolják ki a tározó részmedencéibe (az ún. kazettákba). Víztartalmát hosszú ideig nem veszíti el, emiatt a plasztikussági határ közeli vagy a feletti állapotban van, folyósodásra hajlamos, és a meggyengült gátszakaszokon csuszamlások vagy rogyások esetén az esővízzel feldúsított zagy akár nagyobb távolságra is kifolyhat a tárolótérből.
A szárított vörösiszap normális összetétele:
- izzítási veszteség: 10%
- vas-oxid 24-45%
- alumínium-oxid 15–28%
- titán-dioxid 3–11%
- szilícium-dioxid 5–20%
- nátrium-oxid 5–12%
- kalcium-oxid 1–3%

1% alatti mennyiségben gallium-, vanádium és ritkaföldfém-oxidok is találhatók benne.
A vörösiszap radioaktivitása mintegy 10–20-szorosa a talajok átlagának, ekképpen alacsony aktivitása miatt a sugárzás veszélye elhanyagolható.
Mivel a bauxit összetétele meglehetősen változékony, az egyes lelőhelyekről származó, külön tározókban, kazettákban felhalmozott vörösiszap összetétele jelentősen eltérhet a fentebb megadott irányadó értékektől. Erdélyben például előfordul 68% vasoxid-tartalmú vörösiszap is.

### A vörösiszap összetétele
Az almásfüzitői vörösiszap jellemzői alapján nem veszélyes hulladék.
- talajjavító hatása:

Lúgossága miatt alkalmas lehet talajjavításra, tápanyagpótlásra. A lúgosság befolyásolhatja a talaj ionmegkötő és ioncserélő képességét.
Speciális tápanyagpótlásra is alkalmas, a cukorrépa nátrium tartalmát pótolhatja.
Ugyanígy a borsó-félék vas tartalmát is pótolhatja.
Lúgossága és reológiai tulajdonságai miatt elvileg alkalmas lehet termesztőközeg előállítására. Vörösiszaphoz kevert pernyével és szerves anyagokkal termesztőközeg is előállítható.
A vörösiszap növeli a foszfor visszatartást a homokos talajokban.
Szemcsemérete és tixotróp tulajdonsága révén alkalmas lehet talajlazításra, befolyásolhatja a talaj textúráját.
Alkalmas lehet kémiai stabilizálásra, azaz szennyezőanyagok megkötésére. Csökkenti ugyanis a fémek mozgékonyságát fémmel szennyezett talajoknál.

### Bayer-féle körfolyamat

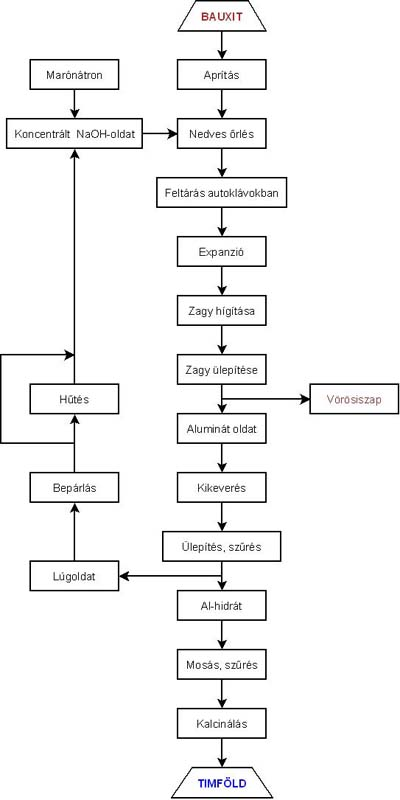
Bayer-féle körfolyamat ábrája

Karl Joseph Bayer 1892-ben szabadalmaztatta a bauxit nátronlúgos feltárását. Jelenleg a világ timföldtermelésének 90%-át a Bayer-eljárással állítják elő. A Bayer-eljárás során felhasznált lúgot a gazdaságosabb műveletvégzés érdekében körfolyamat-szerűen alkalmazzák.
1. Bauxit törése, aprítása
2. Beállítás
3. Kovasavtalanítás
4. Feltárás
5. Vörösiszap elválasztása
6. Kikeverés
7. Kalcinálás

A timföldgyárakban alkalmazott Bayer-féle körfolyamat vagy röviden Bayer-eljárás azon alapul, hogy a bauxitércben lévő alumínium-oxid hidrátok oldhatósága lúgoldatokban a hőmérséklet és a lúgkoncentráció függvényében nagymértékben változik. Az eljárás részfolyamata a „feltárás”, melynek lényege, hogy a megőrölt bauxitból katalizátor jelenlétében, nátronlúggal, magas hőfokon kioldják annak alumíniumtartalmát, majd a lehűtött, ülepített oldatból a „kikeverés” folyamatában alumínium-hidroxidot kristályosítanak  és „bepárlással” marónátront nyernek vissza. A bauxitércből visszamaradó egyéb ásványok elegye erősen lúggal szennyezett veszélyes hulladék. Ez a vörösiszap, aminek elhelyezése speciális tárolót igényel.

## Felhasználási lehetőségek
Gruiz Katalin: Almásfüzitői vörösiszap
Építőipari hasznosítás, építőanyagkénti hasznosítás
- Cementgyártás
- Aggregátorok előállítása
- téglagyártás adalékanyaga
- Geopolimerek, alumíniumszilikát alapú geopolimerek a cement kiváltására: Si-Ol-Al-O-Si-O – váz

Vegyipari felhasználás
- Katalizátorok
- Szorbensek
- Kerámia
- Bevonat
- Műanyagok
- Pigmentek gyártása

Környezettechnológia
- Szennyvíz és más elfolyó vizek kezelése
- Savas bányavizek kezelése
- Szennyezett talaj kezelése
- Savas füstgázok és véggázok kezelése: SO2 elnyeletés lúgos vörösiszapban semlegesítés céljából, CO2 elnyeletés lúgos vörösiszapban: karbonizáció semlegesítés és szilárdságjavítás

Agráripari felhasználás
- Általános talajadalék
- Talajok pH-normalizálása
- Foszforháztartás javítás, foszforvisszatartás
- Szennyezett talajokra
- Bórhiány pótlására

Fémipar, fémfeldolgozás
- Fémvisszanyerés, kinyerés vörösiszapból
- Acélgyártás
- Mikrokomponensek kinyerése

Bánvölgyi György és Tran Minh Huan összefoglalása alapján  Kolontár-jelentés, (125. p.)
- savanyú talajok javítása;
- nehézfémek megkötése a talajban;
- tápanyagok, mint foszfor megtartása mezőgazdasági talajokban;
- kerámiák (csempe és padlólap) gyártása;
- téglagyártás;
- útépítésnél; különösen a vörösiszap durva frakciója
- összetevő a cementiparban;
- adalékanyagként vaskohászatban;
- töltőanyag a gumi- és műanyagiparban;
- pigment a festékgyártásban;
- füstgázok CO2, illetve SO2 tartalmának megkötésére
- adszorbensek és katalizátorok gyártása során nyersanyag
- víz- és szennyvízkezelésre szolgáló szerek nyersanyaga

## Környezetkárosító hatása
- Magas NaOH-tartalma miatt lúgos kémhatású, veszélyes hulladék. Ha a természetbe kerül, akkor a lúgnak önmagában nincs hosszú távú környezeti hatása, mivel a víz felhígítja, viszont addig maró hatása kipusztítja a növényzet egy részét.[15]
- Az iszap nehézfém-tartalma (ólom, higany, arzén, kadmium, tallium) nem túl jelentős, az iszap nem mérgező. Éppen ellenkezőleg:  bányászati-nehézipari hulladékokkal szennyezett talajok vizsgálata igazolta, hogy a vörösiszap hozzáadása jelentősen csökkenti a nehézfémek fölvehetőségét: a vörösiszap ezen anyagok jelenleg ismert egyik leghatékonyabb stabilizáló szere.[16]
- A felszíni, illetve felszín alatti vizekbe jutva a vörösiszapból kioldódó nátrium-hidroxid jelentősen károsíthatja azok élővilágát; nagyobb mennyiségben tömeges halpusztulást okozhat.
- Radioaktív hatása mérsékelt (a normál talajénak 10–20-szorosa); gyakorlatilag veszélytelen.

## Keletkezése Magyarországon
Magyarországon a vörösiszapot nem dolgozzák fel, csak tárolják. Az óriási tározók környezeti kockázata igen nagy, ezért az anyagot szigorú szabályok szerint kell tárolni. 
A Bayer-féle timföldgyártás kikerülhetetlen mellékterméke a sok vörösiszap. Az évtizedek alatt összesen 55 millió tonna vörösiszap halmozódott fel a zagytározókban szerte az országban; ez Magyarországon a legnagyobb tömegben előforduló veszélyes hulladék.[forrás?]

### Bauxitbányák
- Gánt[19] é. sz. 47° 22′ 39″, k. h. 18° 23′ 45″47.377583°N 18.395783°E

### Alumíniumgyárak
- Az Ajkai Timföldgyár[20] 1997-ben került az új tulajdonoshoz. Az 1997-et megelőző 55 év alatt több mint 10 millió tonna vörösiszap halmozódott fel az erre kialakított tározókban. A telephelyet Veszprém megyében, Ajka délnyugati részén, közvetlenül a Székesfehérvár-Szombathely vasútvonal északi oldalán, a város külterületén építették fel. Déli határa a vasútvonal, aminek túloldalán a Bakonyi Erőmű Rt. salakpernye hányója és néhány lakóház áll. Keleti szomszédja a Bakonyi Erőmű Rt. telephelye, déli irányba mezőgazdasági területek vannak, nyugatnak pedig a vörösiszap kazetták. A vörösiszap kazettákon túl 1 km-rel Kolontár, dél felé 1,7 km-nyire Padragkút falu található. A telephelyből 62,258 ha az üzemi terület, 174,3 ha pedig vörösiszap tároló.

- Mosonmagyaróvári Timföld- és Műkorundgyár Zrt. (MOTIM) - a timföldgyártást, annak gazdaságtalansága miatt 2002. május 28-án leállították, a timföldgyár területén egy 200 ezer köbméter befogadóképességű hulladéklerakó épült fel.[21]
- Almásfüzitői Timföldgyár (ma már nem működik)[22]

### Vörösiszap zagytározók Magyarországon
Magyarországon több helyen is tárolnak az ajkai tározókban tárolt, hasonlóan veszélyes hulladéknak minősülő, vörösiszapot.
| Hely                                   | Hely                                                         | Leírás |
| -------------------------------------- | ------------------------------------------------------------ | --- |
| Ajka mellett (nyitott)                 | é. sz. 47° 05′ 15″, k. h. 17° 29′ 52″47.087483°N 17.497867°E | Az Ajkai Timföldgyár 10 tározójában 50 millió köbméter szürke- és 30 millió köbméter vörösiszapot tárolnak. |
| Almásfüzitő 85%-ban rekultivált (zárt) | é. sz. 47° 43′ 35″, k. h. 18° 16′ 51″47.726450°N 18.280900°E | Az egykori Almásfüzitői Timföldgyár 200 hektáros területen elterülő zagytározói közvetlenül a Duna mellett találhatók, és hét kazettában összesen 12 millió köbméter hulladékot tartalmaznak. A tározók kezelése a Tatai Környezetvédelmi Zrt. kezében van. Korábban a környező településeken, Almásfüzitőn és Dunaalmáson a vörös por belepte a házakat és légzőszervi megbetegedéseket okozott. A hét tározó közül hatot már lefedtek, hogy szél ne fújja a kiszáradt vörösiszap porát. A VII-es számú tározót a cég egy hulladékok hasznosításával készülő mesterséges talajjal fedi le, a terület kétharmadával végeztek, a munka előreláthatólag 2015-ben fejeződik be. A rekultivált területeket füvesítették és fákkal ültették be, az évek során az állatvilág is visszatért a területre. |
| Neszmély (nyitott)                     | é. sz. 47° 44′ 01″, k. h. 18° 23′ 35″47.733633°N 18.392967°E | 5 millió tonna vörösiszapot a neszmélyi Kántorkerti-patak völgyében megépített völgyzárógát mögött halmoztak fel, amit az Almásfüzitői Timföldgyár rakott le. |
| Mosonmagyaróvár (zárt)                 | é. sz. 47° 52′ 12″, k. h. 17° 14′ 15″47.870100°N 17.237500°E | A Motim Zrt. tulajdonában álló Mosonmagyaróvári Timföldgyár tárolói a várostól néhány száz méterre találhatók. A benne levő anyag az ajkaihoz képest jelentősen sűrűbb; szűrés után nagynyomású szivattyúval történt a feltöltés. A zárt tárolókat 20 cm agyaggal, majd kb. 50 cm földdel fedték be, arra pedig speciális akác-cserjéket ültettek. A rekultivációra a cég kb. 2 milliárd forintot költött. |

Vörösiszap tározók Európában és hogyan tárolják a világban:
```
Szlovákia
: 
http://www.parameter.sk/rovat/belfold/2010/10/06/vorosiszap-ellenorzik-szlovakiai-tarozokat
 
Archiválva
 
2010. október 9-i
 dátummal a 
Wayback Machine
-ben

Románia
: 
https://web.archive.org/web/20160305195928/http://erdely.ma/kornyezetunk.php?id=75758&cim=romaniaban_tobb_vorosiszap_tarozo_is_szennyez

Franciaország
: 
http://www.robindesbois.org/dossiers/boues_rouges/boues_rouges_fleche.pdf
 
Archiválva
 
2012. május 14-i
 dátummal a 
Wayback Machine
-ben
 

USA, Franciaország, India, Görögország, Japán Kína
: 
https://web.archive.org/web/20101009035708/http://www.redmud.org/Disposal.html#unitedstates
```

## Környezeti katasztrófák

### A korzikai vörösiszap szennyezés és élővilág pusztulás
A Montedison olasz vállalat tulajdonában lévő vegyipari üzem a toszkánai Scarlino közelében, a festékanyagokhoz használt titán-dioxid gyártása során keletkező vörösiszapot engedte bele a Földközi-tengerbe, hosszú időn keresztül. Ennek eredményeként jelentős élővilág-pusztulás következett be Korzika partjainál. A gyár az eset 1972-es nyilvánossá válása után még csaknem hét hónapon keresztül engedte bele a vörösiszapot a Földközi-tengerbe, a jogi huzavona pedig évekig elhúzódott. A cég öt vezetőjét 1974-ben felfüggesztett börtönre és nagy összegű pénzbüntetésre ítélték.

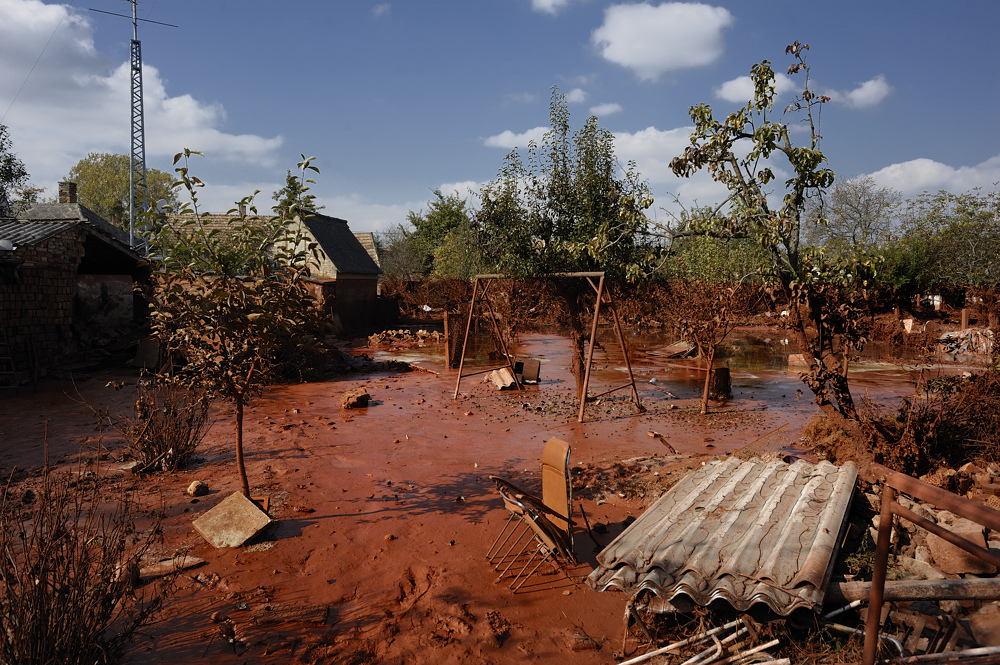
2010. október 4-én 12.25-kor a kolontári gát átszakadása miatt több települést elöntött a lúgos, mérgező zagy. A katasztrófa 10 halálos áldozatot követelt.

### Az ajkai zagytározó gátszakadása Magyarországon
2010. október 4-én átszakadt a Magyar Alumínium Termelő és Kereskedelmi Zrt. Ajka és Devecser közötti, 400×600 m-es vörösiszap-tárolójának gátja. A kiömlő egymillió köbméternyi zagy elöntötte Kolontár, Devecser és Somlóvásárhely mélyebben fekvő részeit. A termőtalajok átlagánál több nehézfémet tartalmazó, erősen lúgos kémhatása miatt maró hatású ipari hulladék körülbelül 40 négyzetkilométeren terült szét, felbecsülhetetlen gazdasági és ökológiai károkat okozva az Ajkai kistérségben. Tíz ember meghalt, a sérültek száma több mint 150.
A tevékenységi körében katasztrófát okozó cég ügyvezetőjét egy hetes hezitálás után előzetes letartóztatásba helyezték.